# Gaswerk Augsburg

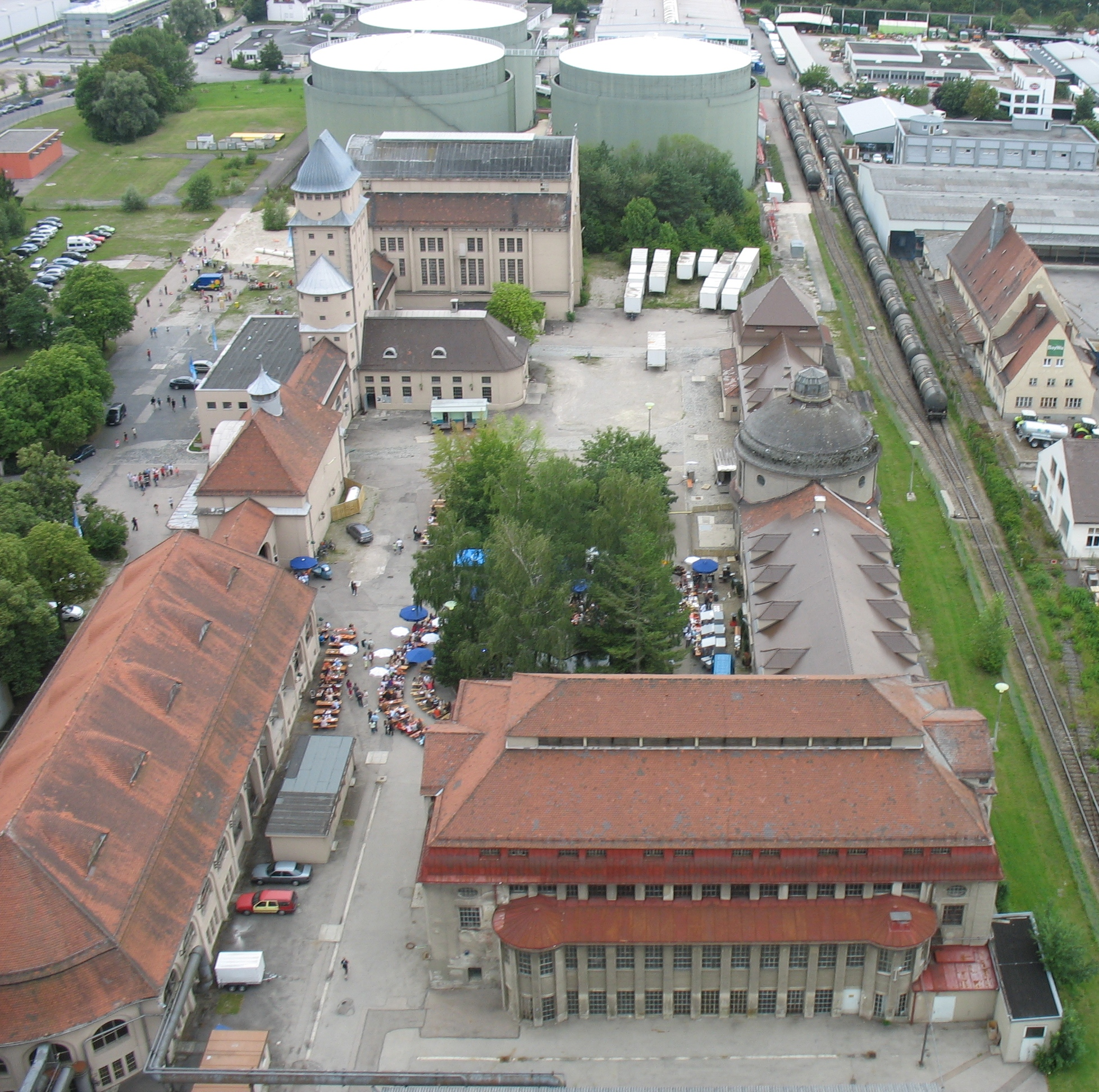
Westlicher Teil des Gaswerks

Das Gaswerk Augsburg wurde Ende 1915 im Augsburger Stadtteil Oberhausen in Betrieb genommen. Seit 2001 ist das gesamte Gaswerk mit dem Gaskessel – ein ehemals bei niedrigem Druck betriebener Scheibengasbehälter – stillgelegt.

## Beschreibung
Die bis 1915 erbauten Gebäude überstanden den Zweiten Weltkrieg unbeschadet und stehen heute unter Denkmalschutz. Zum Gaswerk gehören Ofenhaus, Behälterturm (neben Wasserbehälter noch Behälter für Nebenprodukte Teer und Ammoniak), Elektro-Zentrale, Werkstättentrakt, Saugerhaus, Apparatehaus und Reinigergebäude, Beamtenwohnhaus, Angestelltenwohnhaus, Bürogebäude, drei Arbeiterwohnhäuser sowie zwei Teleskop-Gasbehälter und der 1954 gebaute, weithin sichtbare Scheiben-Gasbehälter – auch „Gaskessel“ genannt.
Das acht Hektar große Gelände hat zum Teil park- und schlossähnlichen Charakter. Es gilt als Denkmal von europäischem Rang und ist einzigartig in Bayern. Es sind noch fast alle Gebäude erhalten und zwei verschiedene Gasbehälterarten (Teleskop- und Scheibengasbehälter) zu sehen. Auch die Umhüllung des ersten Scheibengasbehälters von MAN (Baujahr 1914/15, also ein Pionierbau) steht noch auf dem Gelände.

## Geschichte der Augsburger Gaswerke

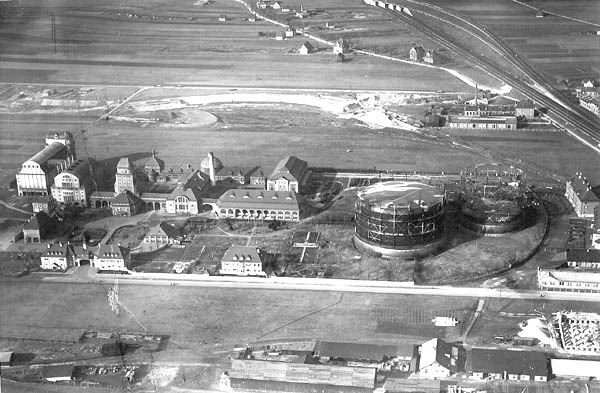
Luftbild des Gaswerks Augsburg (etwa 1932)

Es hatte zwei Vorgänger gegeben: Das Gaswerk I (ursprünglich Leuchtgasanstalt genannt) wurde im Dezember 1848 zur Versorgung der Straßenbeleuchtung in Augsburg an der Johannes-Haag-Straße in Betrieb genommen. Augsburg war somit nach Nürnberg die zweite Stadt in Bayern, die ein Gaswerk besaß. Rund 15 Jahre später, im Jahr 1863, ging das zweite Gaswerk in Betrieb.
Im Jahre 1907 erwarb die Stadt Augsburg die zwei privat betriebenen Gaswerke („Kommunalisierung“). Sie wurden 1915 vom neuen Gaswerk abgelöst. Dieses entstand in den Jahren 1912 bis 1915 nach den Plänen der Münchner Architekten Gebrüder Rank. Der 1600 m³ fassende Gasbehälter war der erste vom MAN-Werk Gustavsburg verkaufte Scheibengasbehälter weltweit.
Das Gaswerk wurde im Zweiten Weltkrieg nicht angegriffen und blieb unzerstört. Im Jahr 1954 errichtete die MAN den weithin sichtbaren Gaskessel neben den beiden älteren Teleskop-Gasbehältern. Bis 1968 wurde im Gaswerk aus Kohle Stadtgas hergestellt, das dazu diente, Haushalte und Firmen nicht nur in Augsburg, sondern auch in Kaufbeuren mit Energie zu versorgen.
Von 1963 bis 1978 wurde eine Erdgas-Spaltanlage betrieben, in der Erdgas in Stadtgas umgewandelt wurde. Im Jahr 1978 wurde Augsburg komplett von Stadtgas auf Erdgas umgestellt. Bis 2001 dienten die Gasbehälter zur Spitzengasspeicherung. Seit 2001 ist das Gaswerk, das den Stadtwerken Augsburg gehört, stillgelegt.
Für den Erhalt des Gaswerkes setzte sich – mit vielen anderen – Karl Ganser ein. Um die Bewahrung des historischen Erbes des denkmalgeschützten Gebäudeensembles und die anschauliche Vermittlung der Industriegeschichte kümmert sich der 2005 gegründete Verein Gaswerksfreunde Augsburg, der regelmäßig Werksführungen anbietet und im Gaswerk ein Museum zur Geschichte der Augsburger Gasversorgung betreibt.

## Der Gaskessel

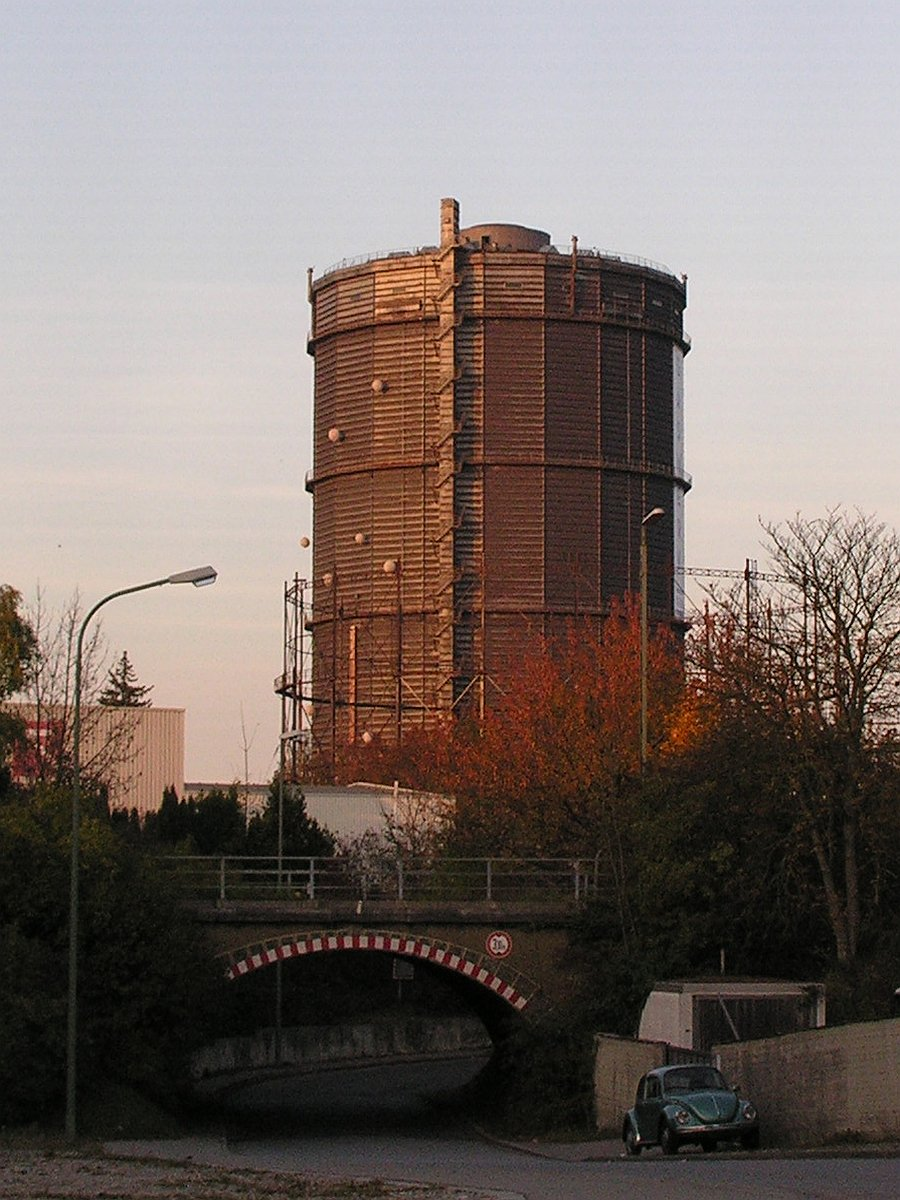
Der Gaskessel mit vorgelagertem Gasbehälter-Gerippe (2007)

Der Augsburger Gaskessel ist ein Scheibengasbehälter. Aufgrund seiner Bauhöhe ist er eine ebenso dominante Landmarke im Norden von Augsburg wie der Augsburger Hotelturm im Süden des Stadtzentrums und das vierthöchste Bauwerk der Stadt.
Er besitzt ein Speichervolumen von 100.000 Kubikmetern Gas bei konstant etwa 23 Millibar (Nieder-)Druck. Der 20-eckige Gasbehälter ist 84,1 Meter hoch und hat einen Durchmesser von 45 Metern (Umfang 140 m). Der Hersteller MAN montierte in den Jahren 1953 und 1954 rund 1.800 Eisenbleche als Mantelelemente durch Vernieten. Jedes dieser Mantelbleche ist 810 mm hoch und 7 m breit; je 20 von diesen rund um den Zylinderumfang ergeben einen „Schuss“, also eine vollständige Umrundung des Zylinderumfangs des Behälters. Für den Bau wurden rund 70.000 Arbeitsstunden benötigt und ca. 60 Personen beschäftigt.
Als Besonderheit wurde das Fundament des eigentlichen Gasbehälters erhöht gebaut, so dass darunter ein großer Raum zur Verfügung steht. Dieser wurde früher als Lager für das Gaswerk verwendet. Heute finden darin Veranstaltungen und Konzerte statt.
Um den Außenaufzug herum führt eine Treppe mit 392 Stufen auf das Dach des Gasbehälters. Neben dem Außenaufzug gibt es einen (Seil-)Innenaufzug im Zentrum des Behälters, um zu Wartungs- und Kontrollzwecken auf die Scheibe zu gelangen.
Das Gewicht der Scheibe beträgt mitsamt Abdichtöl 219 Tonnen. Um den notwendigen Gasdruck zu erhalten, ist die Scheibe mit 1820 Betongewichten belegt, so dass sie brutto 356 Tonnen wiegt. Nach Stilllegung wurde die Scheibe auf den Grund des Behälters gelegt.
Seit September 2008 ist im Inneren des Gaskessels ein 70 Meter langes Foucaultsches Pendel installiert. Im Sommer 2009 kam die Klanginstallation Bach_10k dazu. 58 Orgelpfeifen geben im extrem langsamen Takt des Pendels Bachs C-Dur-Präludium wieder und machen so den ganzen Gasbehälter zum begehbaren Klangkunstwerk.
Ebenfalls im Sommer 2009 wurde auf dem Gaskessel eine Aussichtsplattform für Besucher eröffnet. Den Besuchern bietet sich beim geführten Aufstieg ein 360°-Rundblick über den Großraum Augsburg. Seit August 2010 kann man sich auch vom Gaskessel abseilen lassen.

## Die weiteren Gasbehälter
Neben dem großen Scheiben-Gasbehälter sind noch zwei Teleskop-Gasbehälter (Glockenbehälter) aus den Jahren 1910 und 1913 erhalten. Diese stehen in von MAN patentierten wassergefüllten Wölbbassins, welche nur noch hier in Augsburg zu finden sind.
Ebenso existiert noch die Umhüllung des ersten, 1915 von MAN gebauten Scheiben-Gasbehälters mit 1600 m³ Volumen – sozusagen der „kleine Bruder“ des Gaskessels.

## Gaswerksmuseum Augsburg
Der Verein Gaswerksfreunde Augsburg e. V. hat in der ehemaligen Elektro-Zentrale einen Ausstellungsraum über die Geschichte der Augsburger Gasversorgung eingerichtet. Auch zu sehen sind MAN-Dieselmotoren aus den Jahren 1918 und 1958. Die „Ölmaschine“ von 1918 steht ebenfalls unter Denkmalschutz.
Das Museum kann bei Führungen oder auch nach Absprache mit dem Verein besichtigt werden.

## Führungen
Der Verein bietet Führungen durch das Ofenhaus und die Gebäude des Gaswerks an. Seit August 2009 ist das Dach des Gaskessels mit einem Zaun gesichert, sodass dieser für Besucher gefahrlos zugänglich ist.

## Kultur
In den vergangenen Jahren war das Gelände des Gaswerks immer wieder Ort für verschiedene Veranstaltungen, wie etwa 2005 und 2006 die Musikveranstaltung Popcity oder seit 2011 das Grenzenlos-Festival.
2011 bewarb sich die Stadt Augsburg mit dem Gaswerk als Standort für das Museum der Bayerischen Geschichte, das dann aber 2019 in Regensburg eröffnet wurde.
Der Umzug des Kulturparks West von der Reese-Kaserne auf das Gaswerkgelände wurde wegen einer Nachfolgenutzung notwendig. Seit 2008 befanden sich auf diesem Areal unter anderem zwei Liveclubs bzw. Bars, das Kulturhaus Abraxas, sowie diverse vermietbare Räume, die von Künstlern als Proberäume, Ateliers etc. genutzt werden können. Im Laufe der Jahre entstand so ein sozio-kulturelles Projekt. Der Kulturpark zog um 2019 in das Gaswerk und die Ballonfabrik Augsburg um, einzelne Bands blieben noch bis 2022 als Mieter am alten Standort.
Im Juni 2014 hat der Kulturausschuss der Stadt Augsburg außerdem die Zukunftswerkstatt Gaswerk beschlossen. Dort können Bürger ihre Wünsche und Bedürfnisse in Bezug auf das Gaswerkareal äußern., die 2015 ihren Abschlussbericht veröffentlichte.
Nach zwei Jahren Bauzeit fand im Januar 2019 die Eröffnung der neuen Spielstätte der brechtbühne im Ofenhaus des Gaswerks statt.